# Patty Ryan
Pour les articles homonymes, voir Ryan.
Patty Ryan (née le 6 mai 1961 à Wuppertal et morte le 23 juillet 2023) est une chanteuse allemande.

## Biographie
Ses débuts en tant que chanteuse professionnelle se fait dans le groupe rockabilly Susi & the Rockets, qui paraît en 1981 dans le ZDF-Hitparade avec le titre Dieses Haus ist kein Bahnhof, une reprise en allemand de Sweet Lolita du groupe britannique rockabilly Matchbox.
En 1986, Ryan change son style pour une europop similaire à Modern Talking, London Boys et Bad Boys Blue (à certaines occasions, elle collabore directement avec Dieter Bohlen). Sa chanson la plus connue est alors You're My Love, You're My Life en 1984, dont les arrangements ont inspiré ceux de Nuit de folie de Début de soirée. La chanson Chinese Eyes se base sur la mélodie de You're My Heart, You're My Soul. On attribue à Patty Ryan le chant de Danuta Lato pour Touch My Heart.
Pour ses chansons des années 2000, elle est aussi compositrice.

## Discographie
Albums
- 1987 : Love Is The Name Of The Game
- 1988 : Top Of The Line
- 2006 : All The Best

Singles
- 1981 : Dieses Haus ist kein Bahnhof (Sweet Lolita) (Susi & die Rockets)
- 1982 : Wenn ich eins nicht mag (Susi & die Rockets)
- 1986 : Stay With Me Tonight
- 1986 : (You're) My Love, (You're) My Life
- 1987 : I Don't Wanna Loose You Tonight
- 1988 : Love Is The Name Of The Game
- 1988 : Dance Mix Vol.19 avec L'Affair
- 1989 : Since You Came Into My Life
- 1998 : You're My Love (My Life) '98
- 2003 : Lay Love On You
- 2003 : Das Matterhorn
- 2004 : Ohne Zweifel
- 2005 : Wind im offnen Haar
- 2005 : Lass mir doch mal meinen Spass
- 2005 : Du bist frei  auch Komponistin
- 2005 : I Gave You All My Love
- 2006 : Hier in Wuppertal, nur hier bin ich daheim
- 2006 : Time to say goodbye
- 200? : Rheinische Stimmung avec De Fleech

## Source de la traduction
- (de) Cet article est partiellement ou en totalité issu de l’article de Wikipédia en allemand intitulé « Patty Ryan » (voir la liste des auteurs).